# محمية الحجر الغربي لأضواء النجوم
محمية الحجر الغربي لأضواء النجوم؛ أعلنت كمحمية عام 2019م، وهي منطقة مثالية لممارسة علم الفلك للهواة وإقامة المراصد للمحترفين، حيث توجد قرى قليلة جدا في المنطقة التي تعتبر منطقة مظلمة والتلوث الضوئي بها ضئيل، ومن السهل الوصول إليها من مدينة مسقط.

## نبذة عنها
تعد هذه المنطقة عالية الارتفاع وتوجد بها أعلى قمة جبلية في شرق العالم العربي، ويبلغ الارتفاع أكثر من 2500 متر فوق مستوى سطح البحر وهو مناسب جدا لغرض الرصد الفلكي، تهدف المحمية لحماية السماء من آثار التلوث الضوئي الناتج عن الاستخدام المتزايد للأضواء الخارجية.

## موقعها
تقع محمية الحجر الغربي لأضواء النجوم في جبال الحجر الغربي بين محافظات الداخلية والظاهرة وجنوب الباطنة وتقع في السلسلة الأعلى لجبال الحجر على إرتفاع 1300 – 3000 متر فوق مستوى سطح البحر حيث تعتبر أعلى محمية طبيعية في شرق شبه الجزيرة العربية وتبلغ مساحة المحمية 386 كم2 وتوجد معظم أجزاء المحمية على إرتفاع أكثر من 2000 متر فوق مستوى سطح البحر.

## معالمها الطبيعية
من أبرز المعالم الطبيعية فيها قمة جبل شمس حيث تعتبر الأعلى في شرق الجزيرة العربية ومن معالم جبل شمس الروافد العليا للأودية الكبيرة في المنطقة كوادي غول ووادي النخر ووادي يقا وطيسع وغيرها من الأودية المهمة، وتشكل جبال الحجر التركيبة الجيولوجية للجبال في المحمية حيث الطبقات الجيولوجية المليئة بالأحافير والدلائل التي تثبت وجود المنطقة في مياه البحار الضحلة قبل أن ترتفع منذ ملايين السنين.
كما تتميز بوجود غابات أشجار العلعلان المهددة بالانقراض في المناطق المرتفعة منها، كما تتميز المكونات البيئية في المحمية نتيجة التنوع الجيومرفولوجي والارتفاع عن مستوى سطح البحر بوجود تنوع في المجتمعات النباتية حيث توجد الأشجار المعمرة والشجيرات والنباتات الموسمية، كما تعتبر المحمية مأوى للعديد من الأنواع المهددة بالانقراض وكذلك منطقة عبور وتغذية للأنواع المهاجرة.

## أهدافها
الهدف من المحمية هو وضع خطة إدارة الإضاءة وهو وضع القوانين والخطوط الإرشادية للإضاءة الخارجية في المحمية والنطاق العازل لها حيث تعتبر المحمية أحد أهم المناطق المتعلقة بظلمة السماء في المنطقة وتمثل قيمة عالية في هذا المجال ومن الواجب حمايتها ومن الأساسيات المهمة منع الإضاءة الخارجية التي تأثر على الطبيعة (الكائنات الحية) والسماء في آن واحد، وتعتبر إدارة إضاءة فعالة تحديا على مستويات مختلفة وتعتبر الحاجة للتوازن بين توفير بيئة آمنة والسلامة والحفاظ على الكائنات الحية ، مسألة مشروعة ومبررة.

## مناخها
تتسم المحمية بالمناخ الجاف وشبه الجاف ويصل المتوسط السنوي لهطول الأمطار 200 ملم، ويتركز الهطول المطري في المنطقة في الربيع (من شهر فبراير إلى شهر أبريل) والخريف (من شهر أغسطس إلى شهر سبتمبر)، بالرغم من ذلك فإن التساقط المطري في المنطقة غير ثابت من حيث توقيت التساقط والتوزيع والكمية، كما إن وجود المحمية في النطاقات العليا لجبال الحجر الغربي والتي ترتفع إلى أكثر من 1000 متر فوق مستوى سطح البحر، فذلك يعني اختلاف درجات الحرارة عن الارتفاعات الواقعة في الأسفل؛ حيث يسود المناخ المعتدل طوال فصول السنة وقد ترتفع درجات الحرارة إلى نهاية العشرين في أشهر الصيف (من مارس إلى سبتمبر)، وتنخفض إلى أدنى مستوياتها إلى أقل من الصفر في بعض الأيام في فصل الشتاء (من ديسمبر إلى يناير).

## وصلات خارجية
- موقع هيئة البيئة